# Juliet (pomme)
 (novembre 2022).
Si vous disposez d'ouvrages ou d'articles de référence ou si vous connaissez des sites web de qualité traitant du thème abordé ici, merci de compléter l'article en donnant les références utiles à sa vérifiabilité et en les liant à la section « Notes et références ».

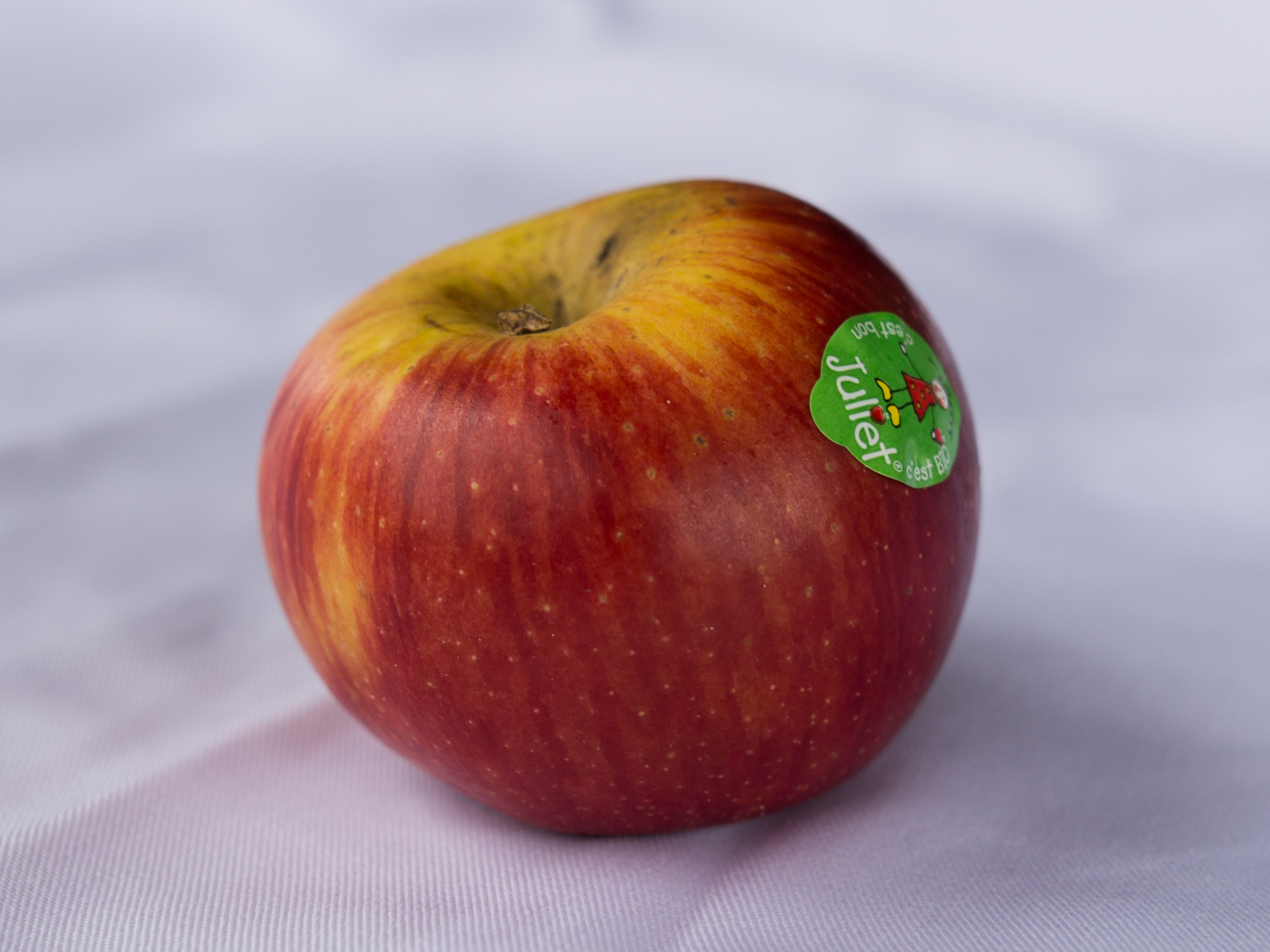
Une pomme Juliet

Juliet est le nom commercial d'un cultivar de pommier domestique aussi répertorié sous l'appellation Coop 43.

## Origine
États-Unis, fruit des recherches du groupe universitaire PRI (universités Purdue, Rudgers et d'Illinois).

## Histoire
La pomme Juliet est une variété de pomme bicolore produite uniquement en France et exclusivement en agriculture biologique. Elle est parfumée, sucrée ainsi que juteuse. Elle est cultivée sur 700 hectares par 190 arboriculteurs.

## Parenté
La pomme Juliet, initialement connue sous le code de sélection Co-op 43, est le résultat d’un croisement ciblé réalisé à l’Université de l’Illinois en 1970. Dans ce croisement, le cultivar expérimental PRI 1018-101 a servi de plante mère (porte-graine) et la variété Viking de plante père (porte-pollen).  Cette combinaison a constitué la base d’un programme de sélection visant à créer une pomme dotée d’une meilleure résistance aux maladies et d’une bonne aptitude à la conservation.
Le PRI 1018-101 appartient à une série de cultivars expérimentaux développés par le consortium Purdue-Rutgers-Illinois (PRI), actif depuis les années 1940 dans la sélection de variétés de pommiers résistantes à la tavelure. Bien que la généalogie exacte de ce semis ne soit pas entièrement documentée, des recherches génétiques indiquent qu’il descend d’un mélange complexe de variétés traditionnelles et modernes, incluant notamment Malus floribunda pour l’apport du gène de résistance à la tavelure.
Viking, quant à elle, est une variété scandinave reconnue pour sa rusticité et sa précocité. Bien qu’elle ait été utilisée dans ce croisement, Viking ne porte pas elle-même le gène Vf de résistance à la tavelure, ce qui indique que les caractéristiques de résistance de Juliet proviennent principalement de PRI 1018-101.

## Agriculture biologique
La pomme Juliet est une variété de pomme qui est produite exclusivement en agriculture biologique, possédant le label AB[réf. souhaitée].

## Pollinisation
Précoce, avril[réf. nécessaire].
10 jours avant Golden.

## Culture
Maturité tardive : de début octobre à deuxième quinzaine de novembre.
Sensibilité aux maladies : variété résistante aux formes communes de tavelure, prédestinée à la culture biologique.